# Індексна множина
Індексна множина — множина, чиїми елементами позначені (індексовані) елементи іншої множини. Наприклад, якщо елементи множини {\displaystyle A} можна позначити множиною {\displaystyle J}, то {\displaystyle J} є індексною множиною. Індексування є сюр'єктивною функцією з {\displaystyle J} в {\displaystyle A}, а індексовану множину зазвичай називають (індексованим) сімейством. Це сімейство також можна позначити як {\displaystyle \{A_{j}\}_{j\in J}}.

## Приклади
- Елементи будь-якої скінченної множини {\displaystyle S} можна перерахувати. Будь-який такий перелік можна розглядати як індексування {\displaystyle f:J\to S} на індексній множині {\displaystyle J=\{1,2,\dots ,|S|\}} .
- Будь-яку зліченну множину можна проіндексувати множиною натуральних чисел {\displaystyle \mathbb {N} }.
- Для будь-якого дійсного числа {\displaystyle r\in \mathbb {R} } можна розглянути індикаторну функцію {\displaystyle \mathbf {1} _{r}:\mathbb {R} \to \{0,1\}}, таку що

{\displaystyle \mathbf {1} _{r}(x):={\begin{cases}0,&{\mbox{якщо }}x\neq r\\1,&{\mbox{якщо }}x=r.\end{cases}}}
Сімейство всіх функцій {\displaystyle \mathbf {1} _{r}} утворюють незліченну множину, яку можна проіндексувати множиною дійсних чисел {\displaystyle \mathbb {R} }.